# Svjetsko prvenstvo u rukometu – Danska 1978.
Svjetsko prvenstvo u rukometu 1978. održano je u Danskoj od 26. siječnja do 5. veljače. 
Svjetskom prvacima postali su reprezentativci SR Njemačke koji su u finalu savladali izabranu vrstu Sovjetskog Saveza.

## Prva faza natjecanja

### Grupa A
- SFR Jugoslavija - Kanada 24:11
- SR Njemačka - Čehoslovačka 16:13
- SR Njemačka - Kanada 20:10
- SFR Jugoslavija - Čehoslovačka 17:16
- SR Njemačka - SFR Jugoslavija 18:13
- Čehoslovačka - Kanada 29:10

1. SR Njemačka 6
2. SFR Jugoslavija 4
3. Čehoslovačka 2
4. Kanada 0

### Grupa B
- Mađarska - Francuska 33:22
- DR Njemačka - Rumunjska 18:16
- Rumunjska - Francuska 36:17
- Mađarska - DR Njemačka 12:10
- Rumunjska - Mađarska 22:21
- DR Njemačka - Francuska 28:15

1. Rumunjska 4 (+19)
2. DR Njemačka 4 (+13)
3. Mađarska 4 (+12)
4. Francuska 0

### Grupa C
- Danska - Španjolska 19:15
- Sovjetski Savez - Island 22:18
- Sovjetski Savez - Španjolska 24:12
- Danska - Island 21:14
- Sovjetski Savez - Danska 16:16
- Španjolska - Island 25:22

1. Sovjetski Savez 5
2. Danska 5
3. Španjolska 2
4. Island 0

### Grupa D
- Švedska - Bugarska 31:16
- Poljska - Japan 26:21
- Poljska - Bugarska 28:22
- Švedska - Japan 24:20
- Poljska - Švedska 22:17
- Japan - Bugarska 23:20

1. Poljska 6
2. Švedska 4
3. Japan 2
4. Bugarska 0

## Druga faza natjecanja

### Grupa 1
- SR Njemačka - DR Njemačka 14:14
- SFR Jugoslavija - Rumunjska 17:16
- SR Njemačka - Rumunjska 17:17
- DR Njemačka - SFR Jugoslavija 16:16

1. SR Njemačka 4
2. DR Njemačka 4
3. SFR Jugoslavija 3
4. Rumunjska 1

### Grupa 2
- Sovjetski Savez - Švedska 24:18
- Danska - Poljska 25:23
- Sovjetski Savez - Poljska 18:16
- Danska - Švedska 18:14

1. Sovjetski Savez 5
2. Danska 5
3. Poljska 2
4. Švedska 0

### Utakmice za poredak od 9. do 12. mjesta
- Čehoslovačka - Mađarska 18:18
- Španjolska - Čehoslovačka 24:21
- Čehoslovačka - Japan 25:25
- Španjolska - Japan 26:15
- Mađarska - Japan 28:26
- Mađarska - Španjolska 23:19

### Finalne utakmice
- Za 7. mjesto
  - Rumunjska - Švedska 25:17
- Za 5. mjesto
  - SFR Jugoslavija - Poljska 21:19
- Za 3. mjesto
  - DR Njemačka - Danska 19:15
- Finale
  - SR Njemačka - Sovjetski Savez 20:19

## Konačni poredak
1. Njemačka
2. SSSR
3. DR Njemačka
4. Danska
5. Jugoslavija
6. Poljska
7. Rumunjska
8. Švedska
9. Mađarska
10. Španjolska
11. Češka
12. Japan
13. Island
14. Bugarska
15. Kanada
16. Francuska

## Vanjske poveznice
- Statistika IHF-a